# Richard Baer

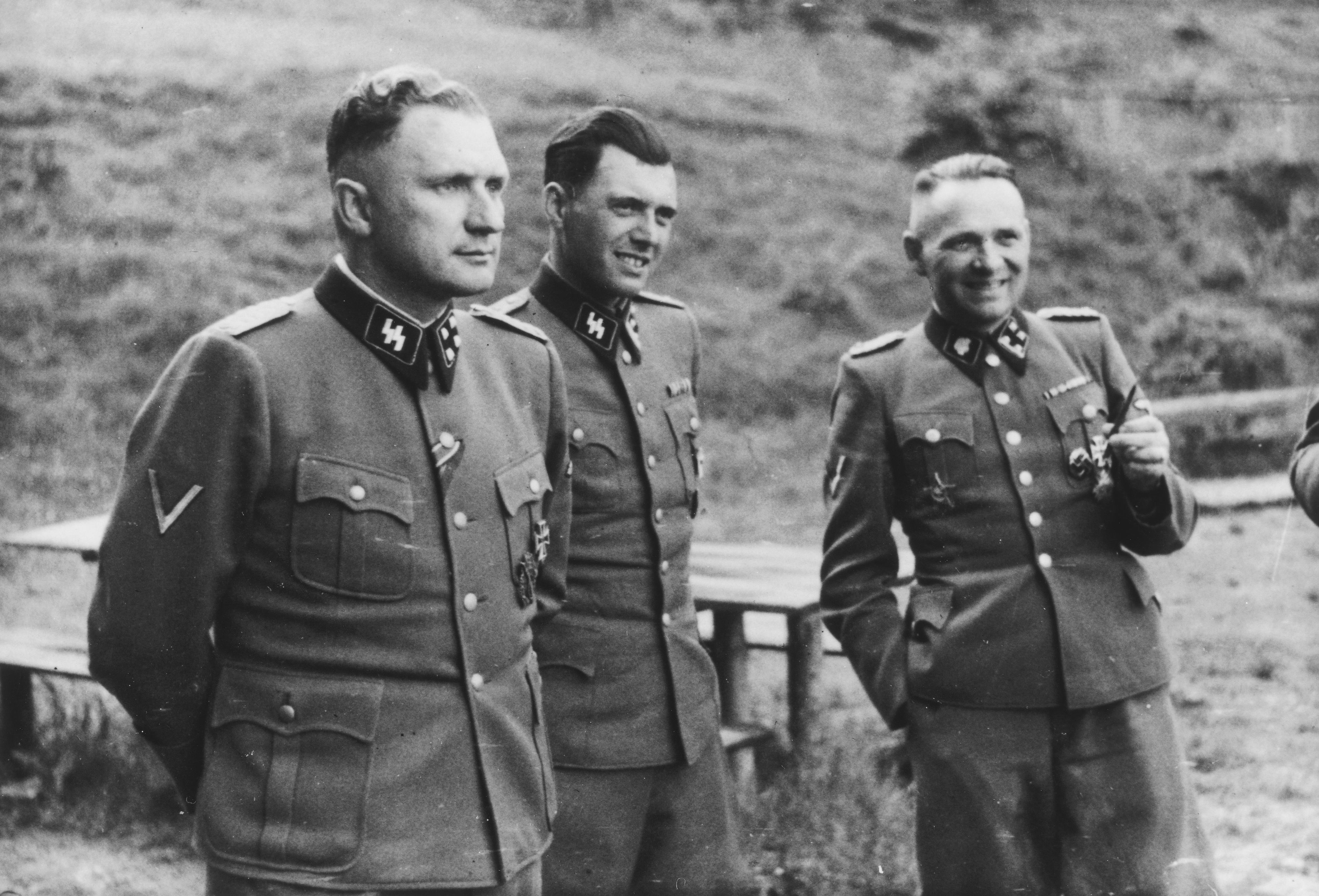
Richard Baer, Josef Mengele och Rudolf Höss i Solahütte år 1944.

Richard Baer, född 9 september 1911 i Floß, död 17 juni 1963 i Frankfurt am Main, var en tysk SS-Sturmbannführer. Han var 1944–1945 kommendant för Auschwitz I.

## Biografi
Richard Baer var son till Karl Baer och dennes tredje hustru Anna, född Meierhöfer. Föräldrarna drev en stor gård samt en livsmedelsaffär. Efter grundskolan gick Baer en lärlingsutbildning som konditor hos konditori- och kaféinnehavaren Fritz Stark i Weiden in der Oberpfalz.
Baer inträdde i Nationalsocialistiska tyska arbetarepartiet (NSDAP) 1930 och Allgemeine-SS 1932. Efter Adolf Hitlers utnämning till Tysklands rikskansler i januari 1933 tjänstgjorde Baer under några månader i Hilfspolizei. Från 1933 till 1942 tjänstgjorde han i olika koncentrationsläger, bland annat Dachau, Oranienburg, Sachsenhausen och Neuengamme. Under andra världskriget stred han med Division Totenkopf i samband med slaget om Frankrike. Baer deltog även i anfallet mot Sovjetunionen år 1941. Efter att ha blivit sårad återgick han till tjänst inom koncentrationslägersystemet. År 1941 deltog han i selektioner av de lägerfångar som skulle mördas inom ramen för Aktion 14f13. I början av år 1942 utnämndes han till adjutant åt kommendanten i Neuengamme, Martin Weiss.
Baer var från november 1942 till maj 1944 adjutant åt Oswald Pohl, chef för SS-Wirtschafts- und Verwaltungshauptamt (SS-WVHA), SS:s ekonomi- och förvaltningsbyrå. Den 19 maj 1944 utnämndes Baer till kommendant för Auschwitz I (Stammlager). Mellan den 15 maj och den 8 juli 1944 deporterades omkring 440 000 ungerska judar till Auschwitz-Birkenau. Från november 1944 var han även kommendant för Auschwitz II – Birkenau. Auschwitz-komplexet stängdes och evakuerades i januari 1945. Mellan februari och april detta år var Baer siste kommendant i Mittelbau-Dora.
Efter andra världskrigets slut flydde Baer och levde sedan i Hamburg som Karl Neumann. Han avslöjades dock 1960 och arresterades; han avled i häktet.

## Befordringshistorik (ofullständig)
- SS-Untersturmführer: 11 september 1938
- SS-Obersturmführer: 9 november 1940
- SS-Hauptsturmführer: 9 december 1942
- SS-Sturmbannführer: 21 juni 1944

## Utmärkelser
- Järnkorset av andra klassen
- Järnkorset av första klassen
- Krigsförtjänstkorset av andra klassen med svärd
- Östfrontsmedaljen
- Infanteristridsmärket i brons
- Såradmärket i svart
- Tyska riksidrottsutmärkelsen
- Hedersärmvinkel
- SS Hederssvärd
- SS-Ehrenring (Totenkopfring)